# Locomotiva 2-6-0

Diagrama do arranjo de rodas 2-6-0.

Uma locomotiva 2-6-0 possui, de acordo com a Classificação Whyte para locomotivas a vapor,  um arranjo de rodas com duas rodas guia em um eixo sem tração, seguidas de seis rodas motrizes, em três eixos, e nenhum conjunto rodas portantes, em eixos posteriores.

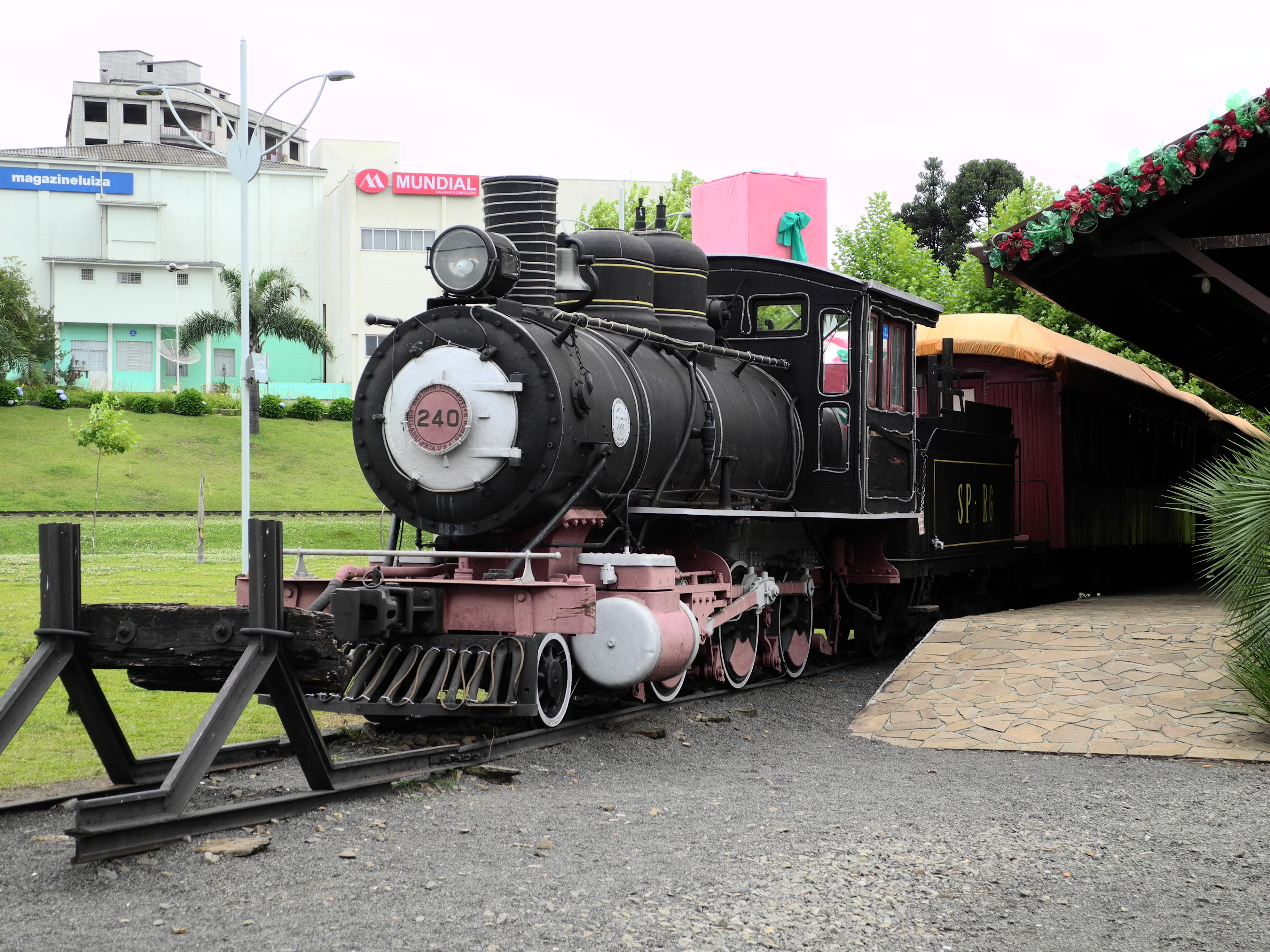
Locomotiva Baldwin 2-6-0 de 1908, em exposição no Museu do Contestado, Santa Catarina.

As locomotivas com arranjo 2-6-0, foram introduzidas a partir de 1864 e ficaram conhecidas também pelo nome “Mogul”. Mais de 11 mil foram construídas entre 1860 e 1910.

## Outras classificações
Outros sistemas de classificação representam o arranjo 2-6-0 com as seguintes notações:
- Classificação alemã: 1C
- Classificação francesa: 1-3-0